# Sitnyj
Sitnyj, ukrajinsky Сітний, rusínsky Ситный, maďarsky Szitni, je osada obce Kvasy, v Jasiňské územní komunitě (hromadě), v Rachovském okresu Zakarpatské oblasti Ukrajiny. V roce 2025 zde žilo 142 obyvatel. V blízkosti obce je několik zdrojů minerální vody.

## Meteorit Borkut
Meteorit Borkut zde spadl 13. října 1852 v 15 hodin. Jeho celková hmotnost (přesněji to, co z něj po pádu zbylo) byla 7 kg.